# دامیانیتسا
دامیانیتسا (به بلغاری: Damyanitsa) یک منطقهٔ مسکونی در بلغارستان است که در ساندانسکی واقع شده‌است.